# دانيلو بيريز
دانيلو بيريز (بالإسبانية: Danilo Pérez)‏ هو عازف جاز وملحن وعازف بيانو بنمي، ولد في 29 ديسمبر 1965 في بنما في بنما.

## وصلات خارجية
- الموقع الرسمي
- دانيلو بيريز على موقع ميوزك برينز (الإنجليزية)
- دانيلو بيريز على موقع أول ميوزيك (الإنجليزية)
- دانيلو بيريز على موقع ديسكوغز (الإنجليزية)